# 黃瑪賽
玛尔塞拉·德胡安（西班牙語：Marcela de Juan，1905年1月1日—1981年），漢名黃瑪賽，是20世纪西班牙籍华裔翻译家，作家。她为中国文化的传播，尤其是中国文学的西译做出了重要贡献。

## 生平
黄玛赛于1905年出生在古巴哈瓦那，父亲黄履和是大清驻西班牙外交官，浙江余杭人。黄履和在1901年与比利时贵族勃罗特小姐结婚，生下了两个女儿。长女訥亭，次女玛赛。
玛赛的童年跟随父亲在马德里度过。辛亥革命后，黄履和于1913年奉调回国，在外交部任职，全家定居在北京东城区遂安伯胡同，后迁居东总布胡同。期间，玛赛和姐姐同在法国教会创办的圣心学校读书，同时在家中接受私塾教育。成年后进入北京的法国银行任职。1926年，父亲因病去世。1928年，玛赛去欧洲旅行探亲，在马德里认识了西班牙格拉纳达人费尔南多·洛佩斯，同年结婚，并入了西班牙国籍。两年半之后，洛佩斯不幸病逝，她就把母亲接到西班牙，定居马德里。后来，玛赛受聘于西班牙政府外交部外语科，担任翻译，工作了三十年，直到退休。她还在联合国的几个国际组织担任过翻译。
在西班牙定居后，她在马德里、里斯本、巴黎、布鲁塞尔、阿姆斯特丹和瑞士等地举办了许多关于中国各方面的讲座，旨在为欧洲各国人介绍中国文化。

## 纪念
2017年，巴塞罗那自治大学翻译学院、中文-加泰罗尼亚文/西班牙语文翻译研究组、巴塞罗那孔子学院基金会联合设立了“黄玛赛中国文学翻译奖”。第一届颁奖典礼于2017年10月举行。